# أبو الحسن علي النوري
أبو الحسن علي النوري الصفاقسي (1053هـ — 1118هـ = 1643م — 1706م) هو فقيه مالكي

## سيرة
أبو الحسن علي بن سالم بن محمد بن سالم بن سعيد النوري ولقبه الأصلي شطور وثم اشتهر بالنوري وهو الجد الأكبر ومؤسس عائلة النوري بصفاقس.
ولد سنة 1643 بصفاقس من أسرة متواضعة حفظ القرآن طفلًا وأتمه وهو ابن عشر سنين، درس على يد أبي الحسن الكراي والحسن الشرفي من شيوخ صفاقس. لما بلغ أربعة عشرة سنة سافر إلى تونس سنة 1658 لطلب العلم ودرس بجامعة الزيتونة مدة 6 سنوات وتتلمذ على يد عاشور القسنطيني وسليمان الأندلسي ومحمد القروي. ثم ارتحل إلى مصر سنة 1663 ليدرس في الأزهر الشريف فتعلم القراءات على يد الشيخ علي الشيراملسي ومحمد الأفراني والفقه عن الأئمة المالكية محمد الخرشي وابراهيم الشبرخيتي وقرأ الحديث عن إبراهيم المأموني. دامت إقامته بمصر خمس سنوات أدى خلالها فريضة الحج سنة 1667 وفي سنة 1668 (أواخر سنة 1078 هـ) عاد إلى صفاقس وله من العمر خمسة وعشرون سنة وحول منزله إلى مدرسة لنشر علمه وتعليم الناس.

## شيوخه
- إبراهيم بن محمد بن عيسى المأموني الشافعي : قرأ عليه الأحاديث العشارية للحافظ السيوطي،
- إبراهيم بن مرعي بن عطية الشبرخيتي: أخذ عنه الشيخ في الأزهر، وأجازه في رواية الحديث من الفقه، ثم أجازه بأسانيده في رواية مختصر خليل، والصحيحين، والموطأ رواية يحي ابن يحي الأندلسي، وعيون الأثر في فنون المغازي والسير لابن أسد الناس، والشفا للقاضي عياض، والأربعين النووية، والتذكرة للقرطبي، وتفسير البيضاوي وتفاسير الزمخشري والواحدي وفخر الدين الرازي، والبغوي وابن عطية، وأبي حيان الأندلسي.
- أحمد السنهوري المالكي
- الحسن بن مسعود اليوسي
- محمد بن محمد بن ناصر الدرعي المغربي
- محمد بن محمد الأفراني المغربي السوسي
- الشيخ يحيى بن محمد بن محمد بن عبد الله بن عيسى الشاوي الملياني الجزائري (ت 1096هـ)
- يحي بن زين العابدين حفيد زكريا الأنصاري

## تلاميذه
- إبراهيم المزغني
- إبراهيم بن أحمد الجمل الصفاقسي
- أحمد بن علي النوري الصفاقسي (الابن)
- أبو الحسن علي بن خُليفة المساكني (ت 1172هـ)
- علي العش
- أبو الحسن علي التميمي المؤخر

## مؤلفات
- غيث النفع في القراءات السبع.[3] طبع وحقق مرارا، منها طبعة على هامش شرح الشاطبية المسمى «سراج القاري المبتدي» لابن القاصح، دار الفكر؛ وطبعة مستقلة بتحقيق أحمد الحفيان دار الكتب العلمية سنة 1425هـ/2004م.وتحقيق سالم بن محمد الزهراني، ضمن رسالة مقدمة لنيل الدكتوراه، جامعة أم القرى، المملكة العربية السعودية.1426هـ
- تنبيه الغافلين وإرشاد الجاهلين.[4] بتحقيق محمد الشاذلي النيفر وعثمان العياري، نشر مؤسسات عبد الكريم بن عبد الله، تونس، 1974م.
- رسالة في حكم السماع وفي وجوب كتابة المصاحف بالرسم العثماني، والتي فرغ من كتابتها في أواخر محرم سنة 1117هـ، نشرتها دار الغرب الإسلامي ببيروت سنة 1406هـ/1986م من تحقيق محمد محفوظ.
- رسالة في الرد على من يقول بجواز إبدال الهمزة هاء عند تسهيلها.
- العقيدة النورية في اعتقاد الأئمة الأشعرية حققها الحبيب بن طاهر ضمن تحقيق ودراسة شرحها المسمى «مبلغ الطالب لمعرفة المطالب» للشيخ علي المؤخر. نشرتها دار اليمامة للطباعة والنشر والتوزيع.دمشق سنة 2008م.
- أدعية ختم القرآن: نشرها عباس النوري- صفاقس، تونس 1403هـ/1983م.
- رسالة في المناسك.مطبوعة مع شرحها المسمى "هبة المالك على تأليف الشيخ علي النوري في المناسك" لمحمد بن يوسف الشهير بالكافي (ت1380هـ/1960م) (مطبعة الأمة.مصر.ط1.1330هـ/1912م؛ وطبع بمفرده تحت عنوان «مناسك الحج والعمرة والزيارة».نشرها عباس بن محمد النوري سنة1988م.
- معين السائلين
- الأوقات والقبلة…
- المقدمة النورية

ومن مخطوطاته: 
- أسئلة في القراءات: مخطوط بدار الكتب الوطنية، ضمن مجموع برقم 2035، وعدد أوراقه:7.
- ثلاثة رسائل في تحريم الدخان
- رسالة تقريض على كتاب «تحفة الإخوان في التحذير من حضور فقراء الزمان» لعلي بن عبد الصادق العيادي الجبالي (ت1138هـ ). مخطوطة بدار الكتب الوطنية، رقمها:18078، وهي ضمن مجموع في مكتبة حسن حسني عبد الوهاب، ومكونة من ورقة واحدة.

## قيل عنه
قال الوزير السراج «وكان كلما بقي للفجر قدر ساعة يضرب بيده على بيوت الطلبة ليقوموا للعبادة»
قال حسين خوجة «وله حصة من النهار يدخل فيها داره، يسبك غزلا ليأكل من عمل يده، آخذا بالكل من كد اليمين»
وقال تلميذه الشيخ علي بن خليفة المساكني
«أول مشايخي الشيخ الفاضل، المربي الناصح، الجامع بين الحقيقة والشريعة :سيدي علي النوري الصفاقسي.اجتمعت به سنة خمس وتسعين وألف (1095ه) وأقمت عنده خمس سنين، وأخذت عنه جملة علوم في خلالها وأجازني، ولم أر مثله له الإجازات الكثيرة، والاطلاعات الغزيرة"».
وقال أبو العباس أحمد بن ناصر الدرعي في رحلته الكبرى، في الثناء على الشيخ النوري:«من عباد الـلـه الصالحين، أهل العلم والعمل ،أحيا الـلـه به العلم والسنة في هذا القطر»

## وصلات خارجية
- موقع منارة الزيتونة: الإمام أبي الحسن علي النوري الصفاقسي.